# 勢水丸
勢水丸（せいすいまる）は三重大学が所有し、大学院生物資源学研究科に所属する練習船・海洋調査船である。2017年現在稼動しているものは2代目にあたる。

## 概要
中部地区で唯一の大学所属の練習船で、黒潮流域圏における教育の為の共同利用拠点として位置づけられている。船名は水産学部の同窓会である勢水会にちなんだ名前が投票の結果選ばれた。単板綱の貝の日本初となる新種発見となったセイスイガイの名は、採取した本船にちなむ。
プランクトンやイカや魚など海中の生物を採集する装置、海底の貝等の生物や泥を採集する装置、大気や海水や海底地形を観測・調査する装置を装備している。海洋ブロードバンド通信設備、海水淡水化装置、三重県の危機管理局と通話可能な防災無線等は阪神・淡路大震災のような大災害時の活用も配慮している。

## 略歴
- 1980年7月10日 初代勢水丸竣工 三菱重工業下関造船所[3]
- 2008年3月26日 本船(2代目) 起工 三菱重工業下関造船所[3]
- 2008年9月24日 本船(2代目) 進水[3]
- 2008年9月30日 初代勢水丸引退[3]
- 2009年1月30日 本船(2代目) 竣工[3] 揮毫は当時の学長[10]